# عين تسوريم
عين تسوريم هي كيبوتس تقع في جنوب إسرائيل جنوب مدينة كريات ملاخي.